# August Friedrich Mouson
August Friedrich Mouson (* 19. Februar 1768 in Berlin; † 22. November 1837 in Frankfurt am Main) war ein deutscher Unternehmer.

## Leben
Der aus einer Hugenottenfamilie stammende Sohn eines Ofenmeisters in der Berliner Königlichen Porzellanmanufaktur war gelernter Seifensieder und Lichterzieher und kam 1791 als Wandergeselle nach Frankfurt am Main, wo er in der alteingesessenen Seifensiederei der Madame Held in der Breiten Gasse 43 als Betriebsleiter arbeitete. Den Betrieb der Witwe konnte Mouson vom Dezember 1798 an unter seinem Namen und auf eigene Rechnung führen. Mouson erhielt am 5. Dezember 1798 das Bürgerrecht der Reichsstadt und baute die Firma in fast vier Jahrzehnten zu einem angesehenen Unternehmen aus, das sich vorwiegend auf die Herstellung von Feinseifen verlegte und sich unter der Leitung seines Sohnes Johann Georg (1812–1894) als Firma J.G. Mouson & Cie. zu einem Großunternehmen entwickelte, das auch die Parfümherstellung aufnahm.
Bekanntestes Produkt der Firma Mouson war die nach dem Ersten Weltkrieg entwickelte Creme Mouson – die Creme mit der Tiefenwirkung, später das Eau de Cologne Bambus.

## Familie
Aus seiner 1799 geschlossenen Ehe mit Anna Neef gingen elf Kinder hervor, neun Söhne und zwei Töchter. Von seinen Söhnen wandten sich drei ebenfalls der Seifen- und Lichterfabrikation zu: Johann Heinrich (1799–1843), Friedrich Caspar (1802–1866) und Johann Georg (1812–1894). Sein Urenkel Fritz Mouson führte das Unternehmen durch Neubauten im Ostend, insbesondere des Mousonturms weiter.